# Extrusief gesteente

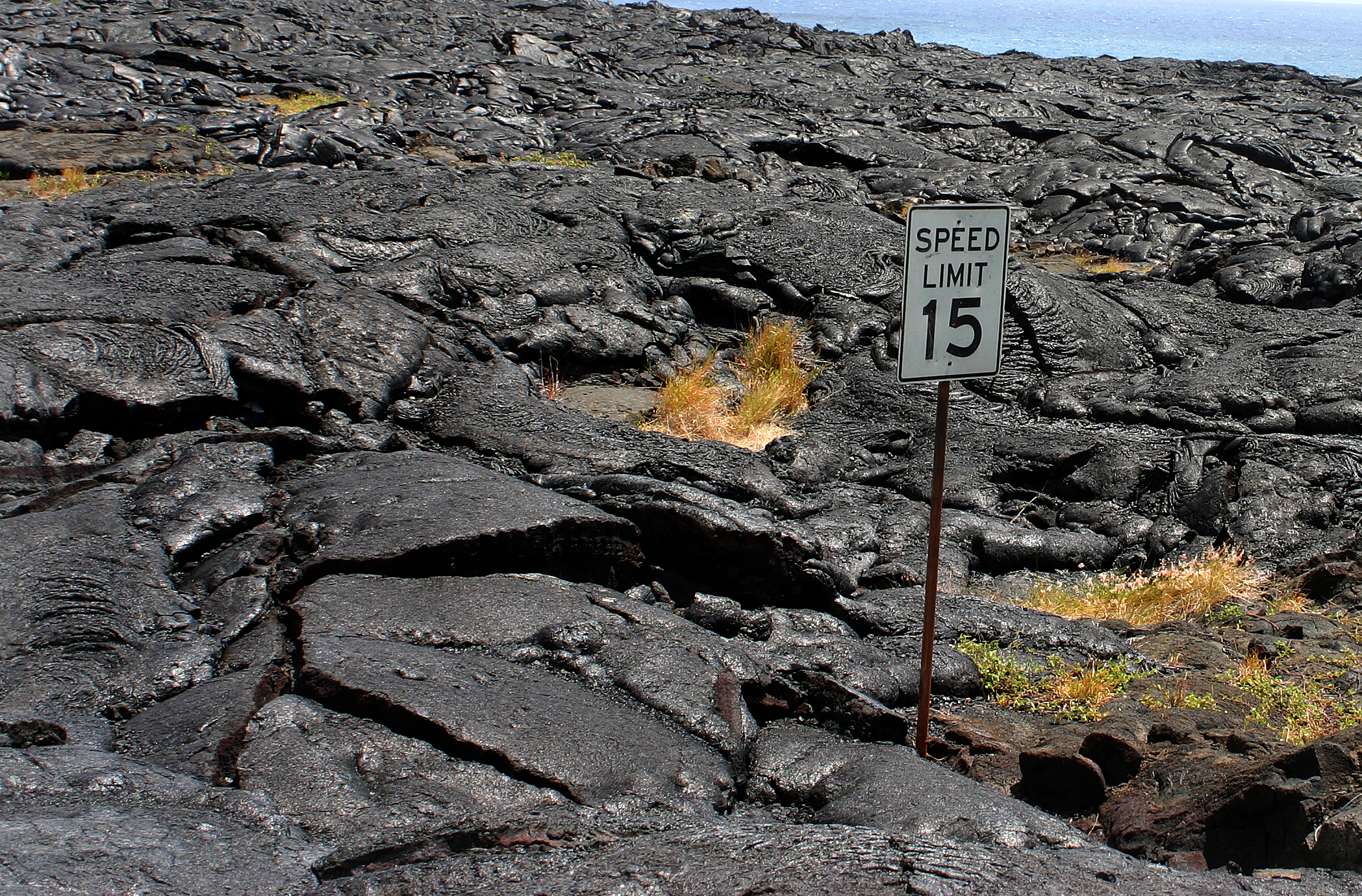
Een lavastroom bedekt een voormalige weg op het eiland Hawaii

Extrusief gesteente of uitvloeiingsgesteente is in de petrologie een stollingsgesteente dat aan het aardoppervlak is gevormd. De termen vulkanisch gesteente en vulkaniet worden ook weleens in deze betekenis gebruikt, maar kunnen ook een ruimere definitie hebben waarbij ook effusief gesteente wordt meegerekend.
Uitvloeiingsgesteenten bestaan uit kristallen of glas. Vergeleken met dieptegesteente, dat op diepte ontstaat door het stollen van magma, vormt uitvloeiingsgesteente relatief snel. Als magma het aardoppervlak bereikt, wordt er doorgaans gesproken van lava. Wanneer lava stolt, hebben de kristallen relatief weinig tijd te groeien en blijven ze relatief klein. Bij zeer snelle stolling, zoals bij vulkanische fonteinen, is er zelfs geen tijd voor de mineralen in het uitvloeiingsgesteente om kristallen te vormen, zodat vulkanisch glas (bijvoorbeeld obsidiaan) ontstaat. 

## Naamgeving en classificatie
| Indeling der stollingsgesteenten | Indeling der stollingsgesteenten | Indeling der stollingsgesteenten | Indeling der stollingsgesteenten | Indeling der stollingsgesteenten |
| -------------------------------- | -------------------------------- | -------------------------------- | -------------------------------- | -------------------------------- |
|                                  | % SiO2                           | uitvloeings- gesteente           | gang- gesteente                  | diepte- gesteente                |
| felsisch                         | >~70                             | ryoliet                          | granofier                        | graniet                          |
| felsisch                         | ~70-63                           | daciet                           | granodioriet                     | granodioriet                     |
| intermediair                     | 63-52                            | andesiet                         | dioriet                          | dioriet                          |
| mafisch                          | 52-45                            | basalt                           | doleriet                         | gabbro                           |
| ultramafisch                     | <45                              | komatiiet                        | peridotiet                       | peridotiet                       |

Extrusieve gesteenten kunnen geclassificeerd worden op hun chemische samenstelling of korrelgrootte van tefra.
De naam "vulkanisch gesteente" is net als het woord "vulkaan" afgeleid van de Romeinse god van het vuur, Vulcanus. De naamgeving van uitvloeiingsgesteente kan verwarrend zijn, wanneer de term "vulkanisch gesteente" gehanteerd wordt. Hoewel strikt genomen vulkanisch gesteente aan het oppervlak gestold is, wordt er soms elk door vulkanisme geproduceerd vast gesteente onder verstaan, dus ook gang- en (minder vaak) dieptegesteente. De term extrusief of uitvloeiingsgesteente is daarom een nauwkeurigere naam. Voor informatie over gang- en dieptegesteenten, zie de betreffende artikelen.
De meest voorkomende uitvloeiingsgesteenten zijn het felsische ryoliet en het mafische basalt. Ook de zeldzame ultramafische komatiiet wordt tot de uitvloeiingsgesteenten gerekend.

### Chemische en mineralogische samenstelling
Naamgeving van extrusief of ganggesteente naar chemische samenstelling gaat ten eerste uit van de concentratie silica in het gesteente. Ook wordt gekeken naar de concentraties van oxiden van de alkalimetalen (voornamelijk Na2O en K2O), in de petrologie meestal "alkali's" genoemd. Dit wordt weergegeven in een QAPF- of Streckeisen-diagram. Omdat de kristallen bij extrusieve gesteenten erg klein zijn, is determinatie op basis van mineralogische samenstelling lastig. Vaak worden hier slijpplaatjes en SEM-microscopie voor gebruikt.
Een aantal soorten uitvloeiingsgesteenten naar chemische samenstelling zijn:
- ryoliet is sterk felsisch (>73% silica) en kan relatief veel alkali's bevatten.
- daciet is felsisch (>63% silica) en alkali-arm.
- trachiet is felsisch tot intermediair (tussen felsisch en mafisch in) en bevat relatief veel alkali's.
- andesiet is intermediair en alkali-arm.
- fonoliet is intermediair tot mafisch en alkalirijk.
- tefriet is mafisch tot ultramafisch en zit qua concentratie van alkali's tussen fonoliet/foidiet en basalt in.
- basalt is mafisch en bevat weinig alkali's.
- picrobasalt is ultramafisch (tussen 41-45% silica) en bevat zeer weinig alkali's.
- foidiet en komatiiet zijn ultramafische uitvloeiingsgesteenten.
- trachybasalt zit qua compositie tussen tefriet en basalt in.
- trachyandesiet zit qua compositie tussen andesiet en fonoliet in. Het wordt onderverdeeld in mugeariet (meer Na2O dan K2O, weinig silica), shoshoniet (meer K2O dan Na2O, weinig silica), benmoreiet (meer Na2O dan K2O, veel silica) en latiet (meer K2O dan Na2O, veel silica).
- fonotefriet en tefrifonoliet zitten qua compositie tussen fonoliet en tefriet in.
- hawaiiet is trachybasalt met meer Na2O dan K2O.

### Korrelgrootte
Bij uitvloeiingsgesteenten zal de grootte van de kristallen te klein zijn om met het blote oog te zien. Bij explosief vulkanisme kunnen echter gesteenten ontstaan die fragmenten ander materiaal bevatten (zogenaamde tefra). Deze gesteenten, die pyroclastische gesteenten genoemd worden, kunnen benoemd worden op de grootte en sortering van de brokstukken.
Bij brokstukken kleiner dan 2 mm spreekt men van as, bij brokstukken tussen 2-64 mm van lapilli en bij brokstukken groter dan 64 mm van vulkanische bommen. Dunne slierten vulkanisch glas worden pele's hair (haar van Pele) genoemd. Als een gesteente uit grote brokstukken bestaat wordt het een vulkanisch agglomeraat genoemd, als het uit as bestaat tufsteen.
Met de sortering wordt bedoeld hoe goed de brokstukken zijn gesorteerd op grootte. Bevat het pyroclastische gesteente brokstukken die allemaal dezelfde grootte hebben of is er veel verschil? Dit kan iets zeggen over de ontstaanswijze van de steen. Goed gesorteerde brokstukken wijzen op afzetting door fall-out uit de lucht, slechte sortering op afzetting door stroming over land.

## Voorkomen
De uitvloeiingsgesteenten basalt en ryoliet worden doorgaans aangetroffen als bovenste "niveau" boven de gang- en dieptegesteente-varianten, respectievelijk doleriet en granofier en de intrusieven gabbro en graniet.
Er zijn verschillende vormen waarin uitvloeiingsgesteenten kunnen voorkomen, de bekendste hiervan zijn:
- pahoehoe of touwlava
- aa of bloklava
- kussenlava
- basaltzuilen

## Chemische verwering onder invloed van grondwater
Doordat extrusieve en ganggesteenten in aanraking komen met grondwater, kan chemische verwering optreden. Veldspaten worden omgezet in onder andere sericiet, zoisiet of epidoot. Bij de verweringsreactie van kaliveldspaat wordt kaliveldspaat omgezet in kaoliniet en gibbsiet. Mafische mineralen worden voornamelijk omgezet in chloriet, serpentiniet of talk. Meestal worden dit soort gesteenten met de algemene term metabasalt aangeduid.
De uitvloeiingsgesteenten die bij een mid-oceanische rug worden gevormd, worden na hydrothermale verwering spiliet (van oorsprong basalt) of keratofier (van oorsprong felsisch of intermediair stollingsgesteente) genoemd. In deze gesteenten is alle plagioklaas naar albiet, en mafische mineralen naar chloriet omgezet.